# إي سوات : سايبر بوليس
إي-سوات : سايبر بوليس (بالإنجليزية:ESWAT: Cyber Police) (باليابانية:ESWAT:サイバーポリス) ، هي لعبة إلكترونية من نوع إطلاق النار، أنتجت شركة سيجا سنة 1989 ، وتلعب للفرد الواحد.

## قصة اللعبة
يبدأ رجل الشرطي الأمريكي للبحث عن المجرمين ومن بينهم رجال الأعمال، وذلك في إحدى المدن الأمريكية، وكان هدفه القضاء على أكبر زعماء العصابات وهم يملكون من الآلات الحديثة لغرض السيطرة على المدينة بكامله.

## وصلات خارجية
- رابط تعريف اللعبة إي سوات : سايبر بوليس
- تعريف اللعبة عبر موقع جيمز موبي